# Ilyanassa
Ilyanassa là một chi ốc biển, là động vật thân mềm chân bụng sống ở biển thuộc họ Nassariidae.
Chi name Ilyanassa đã trở thành đồng nghĩa của Nassarius, while its two species have retained a valid name thuộc chi Ilyanassa.

## Các loài
Các loài thuộc chi Ilyanassa bao gồm:
- Ilyanassa obsoleta (Say, 1822)[2]
- Ilyanassa trivittata (Say, 1822)[3]